# 207e bataillon de tirailleurs marocains
Le 207e bataillon de tirailleurs marocains (207e BTM) est un bataillon d'infanterie de l'Armée de terre française. Il combat pendant l'insurrection malgache de 1947 puis pendant la guerre d'Indochine avant de prendre le nom de 10e bataillon de tirailleurs marocains

## Historique
Le 207e BTM est formé en 1946 à Metz,. En octobre 1947, le bataillon est désigné pour intervenir sur l'île de Madagascar en proie à une révolte anticoloniale. Son départ est retardé par les grèves de 1947 en France et le 207e BTM ne débarque à Madagascar que le 14 février 1948. Il rejoint Tôlanaro (Fort-Dauphin), Antsirabe et Toliara (Tuléar). Le bataillon n'est engagé dans les opérations contre les rebelles qu'à partir d'août 1948. Le bataillon déplore six morts pendant ses opérations à Madagascar, dont un par noyade, un exécuté pour désertion et un par abus d'alcool. Il quitte l'île à destination de l'Indochine le 22 ou le 28 octobre 1948.
Débarqué le 13 novembre 1948, le bataillon opère dans la région de Biên Hòa en Cochinchine. Il est dans le secteur de Gò Công en mars 1949. 
Le 27 mai 1949, le 207e BTM est renommé 10e BTM,.

## Insigne
L'insigne du bataillon est homologué H.520 en mai 1947. Il présente un écu très allongé, coupé en deux par un fusil MAS 36 à baïonnette en pal. La partie gauche de l'écu est bleue et porte l'inscription 207 en jaune tandis que la partie droite, verte, porte l'inscription BTM en jaune.
Une étoile chérifienne verte broche sur le fusil et est chargée d'un écusson aux armes de Metz.